# City (песня)
«City» (с англ. — «город») — песня американской рэп-рок-группы Hollywood Undead, одиннадцатый трек и четвёртый сингл из их дебютного альбома Swan Songs. «City» является одной из первых песен группы: она написана в 2006 году. Сингл вышел в 2009 году.

## Обзор
Ранняя версия песни написана в 2006 году при участии Джеффа Филипса (Shady Jeff), который вскоре ушёл из группы, но всё же исполнил скрим-партии в некоторых песнях. Композиция должна была стать шестым треком в неизданном одноимённом альбоме группы, который планировалось выпустить в 2007 году.
Альбом Swan Songs вышел 2 сентября 2008 года. J-Dog признался, что это его любимая песня с альбома. Джеймс Браун из интернет-журнала Shvoong поставил песне 4 балла из 5, охарактеризовав её как «страх конца света». Из обзора альбома журнала ReviewStream.com: 

 «City» навеевает образы апокалипсиса. Мрачный текст, мрачный ритм — песня будто последний боевой клич перед смертью. Насколько мрачна эта песня, настолько она пропитывает слушателя чувством мятежа и силы. Оригинальный текст (англ.) “City” invokes images of an apocalypse. Dark lyrics with a dark rhythm, the song feels like a final battle cry against what’s killing us. As dark as the song is, it inspires a feeling of defiance and power in this listener.— Andrew E. 

## Исполнение
Песня открывается припевом в исполнении Арона Эрлихмана (Deuce). Первый рэп-куплет исполняет Джордан Террелл (Charlie Scene), второй куплет - Джордж Рейган (Johnny 3 Tears). В песне постоянно нарастает напряжение: от куплета к куплету утяжеляется музыка, голоса солистов приближаются к скримингу. Затем в скрим-бридже наступает развязка.

## Список композиций
| №  | Название | Длительность |
| -- | -------- | ------------ |
| 1. | «City»   | 3:34         |

## Участники
Hollywood Undead
- Charlie Scene — вокал, соло-гитара, скриминг
- J-Dog — клавишные, синтезатор, ритм-гитара, скриминг
- Deuce — вокал, бас-гитара, скриминг
- Da Kurlzz — ударные, скриминг, бэк-вокал
- Johnny 3 Tears — вокал, скриминг